# Naomi Cavaday
Naomi Kathleen Cavaday (Kent, 1989. április 24. –) brit teniszezőnő. 2005-ben kezdte profi pályafutását, két egyéni ITF-torna győztese. Legjobb egyéni világranglista-helyezése száznyolcvanharmadik volt, ezt 2008 márciusában érte el.

## Eredményei Grand Slam-tornákon

### Egyéniben
| Torna           | 2008   | 2007   | 2006   |
| --------------- | ------ | ------ | ------ |
| Australian Open | -      | -      | -      |
| Roland Garros   | -      | -      | -      |
| Wimbledon       | 1. kör | 1. kör | 1. kör |
| US Open         | -      | -      | -      |

## Év végi világranglista-helyezései
| Év       | 2006 | 2007 | 2008 |
| Helyezés | 401  | 196  | 268. |

## Külső hivatkozások
- Naomi Cavaday profilja a WTA oldalán (angolul)
- Naomi Cavaday profilja az ITF oldalán (angolul)
- Naomi Cavaday profilja a Billie Jean King-kupa oldalán (angolul)